# Festival international des cinémas d'Asie de Vesoul 2005
Le Festival international des cinémas d'Asie 2005 est la onzième édition du Festival international des cinémas d'Asie de Vesoul. Il s'est déroulé du 22 février au 1er mars 2005.

## Palmarès
| Récompense           | Film                     | Réalisateur                         |
| -------------------- | ------------------------ | ----------------------------------- |
| Cyclo d'or           | Story Undone             | Hassan Yektapanah                   |
| Cyclo d'or d'honneur | Ensemble de leurs œuvres | Ezzatollah Entezami et Lee Doo-yong |
| Grand prix du jury   | The World                | Jia Zhang-ke                        |
| Prix du jury NETPAC  | Two great sheep          | Liu Hao                             |
| Prix Emile-Guimet    | Le temps révolu          | Ho Quang Minh                       |
| Prix Langues O       | Story Undone             | Hassan Yektapanah                   |
| Prix Jury Jeunes     | N° 17                    | David Ofek                          |
| Prix du public       | Feu de camp              | Joseph Cedar                        |